# По головній вулиці з оркестром
«По головній вулиці з оркестром» (рос. «По главной улице с оркестром») — російський радянський художній фільм 1986 року режисера Петра Тодоровського.

## Сюжет
50-тирічний викладач інституту Василь переживає кризу. На роботі місце завідувача кафедри замість нього займає більш прагматичний колега. Дружина дорікає в нерішучості та демонструє неповагу до головного його захоплення — гри на гітарі. Не витримавши, Василь іде із сім'ї та з роботи й починає грати для публіки на річковому вокзалі. Під час одного з таких виступів його помічає власна дочка...

## У ролях
- Олег Борисов —  Василь Муравін, викладач, музикант-любитель
- Лідія Федосеєва-Шукшина —  Лідія Муравіна, хірургиня, дружина Муравіна
- Марина Зудіна —  Ксенія, дочка Муравіна
- Валентин Гафт —  Костянтин Виноградов, музичний аранжувальник
- Ігор Костолевський —  Ігор, лікар, коханий Ксенії
- Валентина Теличкіна —  Женя, дружина Ігоря
- Олег Меншиков —  Федя Корольков, студент політеху
- Людмила Максакова —  Алла Максимівна, колега Муравіна
- Олександр Лазарєв —  Валентин Романовський, завідувач кафедри
- Світлана Немоляєва —  Романовська
- Сергій Жигунов —  лейтенант Жигунов, міліціонер
- Олександр Кузьмічов —  Бялий
- Тетяна Агафонова —  Луїза, продавчиня з універмагу
- Тетяна Рудіна —  Надя, подруга Луїзи

## Творча група
- Автор сценарію: Олександр Буравський, Петро Тодоровський
- Режисер: Петро Тодоровський
- Оператор: Валерій Шувалов
- Композитор: Петро Тодоровський

## Пісні у фільмі
«И всё-таки мы победили!» (музика Петра Тодоровського, слова Григорія Поженяна), виконує Олег Борисов.